# Роликовый лом
Роликовый лом — устройство, не имеющее силового агрегата, предназначенное для выполнения погрузочно-разгрузочных работ, выполняемых вручную, с грузами большой массы при их горизонтальном перемещении на площадке с ровным и твердым покрытием.
Роликовый лом в вертикальном положении опирается на неподвижную ось на изогнутом конце с двумя колесиками, укрепленными при помощи подшипников качения. Сверху на коротком изогнутом конце лома, выполненном в виде лопатки, сделана насечка, которая предназначена препятствовать соскальзыванию груза. Одновременное использование трёх роликовых ломов позволяет перемещать груз массой до 2 т.